# 樺島村 (長崎県南松浦郡)
樺島村（かばしまむら）は、長崎県五島列島の椛島にかつて存在した南松浦郡の村。1957年（昭和32年）に福江市へ編入された。
現在は五島市の一部となっている。

## 地理
五島列島中南部に位置する椛島と周辺島嶼部を村域とする。当村の自治体名は「樺島村」であるが、長崎県内にある他の同名の自治体、およびこの自治体が村域としている樺島との混同を避けるため、「椛島村」と表記される場合がある。
- 島嶼：ツブラ島、椎ノ木島、中ノ小島、二子島、草島
- 山：致彦山、番岳
- 港湾：椛島港

## 沿革
江戸初期までは「椛島村」1村であったが、寛文年間に旗本五島氏を分知するにあたり、「北椛島村」「南椛島村」の2村に分けられたとされる。その後明治初期に「樺島村」として再び1村に統合された。
- 1889年（明治22年）4月1日 - 町村制施行により、南松浦郡樺島村が単独村制にて発足。
- 1957年（昭和32年）3月31日 - 福江市に編入し、自治体として消滅。

## 地名
郷を行政区域とする。樺島村は1889年の町村制施行時に単独で自治体として発足したため、大字は無し。
- 伊福貴郷（いぶき）
- 本窯郷（もとがま）